# Alexandra Ianculescu
Alexandra Ianculescu (Sibiu, 21 oktober 1991) is een voormalig Roemeens-Canadees schaatsster. Ianculescu is geboren in Roemenië, maar kwam tot 1 juli 2016 uit voor Canada. Ze spreekt Roemeens, Duits, Frans en Engels.

## Biografie
In 2001 verhuisde Ianculescu naar Toronto waar ze zich richtte op shorttrack, maar in 2007 stapte ze over op de langebaan waar ze zich aansloot bij het Roemeense team.
Haar debuut maakte Ianculescu tijdens het Wereldkampioenschappen schaatsen junioren 2011 in Seinäjoki. Haar debuut in de world cup was tijdens de wereldbekerwedstrijden op 14 november 2014 in Obihiro. Haar beste resultaat was de 5e plek op de 500 meter in Thialf, Heerenveen. In seizoen 2020/2021 sloot ze zich aan bij de Thialf Academy onder leiding van Simon Kuipers. Eind 2021 maakte Ianculescu bekend te stoppen als langebaanschaatsster en de overstap te maken naar het wielrennen. In het voorseizoen had zij zich niet geplaatst voor de Roemeense selectie voor de wereldbekerwedstrijden. Via het online platform OnlyFans vergaart ze inkomen voor alle onkosten.

## Persoonlijke records
| Afstand    | Tijd    | Datum            | Baan    |
| ---------- | ------- | ---------------- | ------- |
| 500 meter  | 38,80   | 28 december 2013 | Calgary |
| 1000 meter | 1.16,75 | 26 oktober 2014  | Calgary |
| 1500 meter | 2.00,77 | 2 januari 2014   | Calgary |
| 3000 meter | 4.32,05 | 21 november 2009 | Calgary |
| 5000 meter | 8.51,02 | 5 december 2010  | Quebec  |

### Nationale records van Roemenië
| Nr. | Afstand    | Tijd    | Datum             | Baan    |
| --- | ---------- | ------- | ----------------- | ------- |
| 1   | 500 meter  | 39,21   | 22 september 2017 | Calgary |
| 2   | 1000 meter | 1.18,21 | 21 oktober 2017   | Calgary |

Ianculescu reed nooit een Canadees nationaal record.

## Resultaten
| Jaar | WK Sprint                | Olympische Spelen | Wereldbeker                | WK Junioren |
| ---- | ------------------------ | ----------------- | -------------------------- | ----------- |
| 2011 |                          |                   |                            | 20e 500m    |
|      |                          |                   |                            |             |
| 2015 |                          |                   | 36e 500m 45e 1000m         |             |
|      |                          |                   |                            |             |
| 2017 | 27e (28e, 28e, 27e, 28e) |                   | 0p 500m 55e 1000m          |             |
| 2018 | 18e (20e, 21e, 20e, 18e) | 31e 500m          | 0p 500m 58e 1000m 0p 1500m |             |

(#, #, #, #) = afstandspositie op sprinttoernooi (500m, 1000m, 500m, 1000m).
1. ↑  Alexandra Ianculescu verruilt Canada voor Thialf Academy Schaatsen.nl, 16 mei 2020
2. ↑  Oud-schaatsster verdient nu bakken met geld dankzij OnlyFans: 'Er is echt een superhoge vraag' Sportnieuws, 15 mei 2024